# النخبوية في عصر ميجي

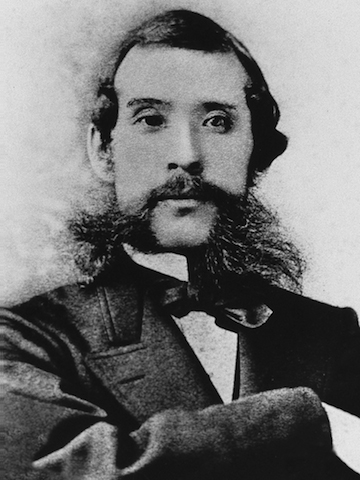
أوكوبو توشيميتشي من النحبة عصر في ميجي و أحد النبلاء الكبار الثلاثة.

النخبوية في عصر الميجي هي الفئة الجديدة من القادة السياسيين و الاقتصاديين و العسكريين و الاجتماعيين و غيرهم من اذرع الدولة الحديثة في اليابان في الفترة بين إستعلاء ميجي في عام 1868حتى قيام عهد تايشو و المؤيدين لهم من غير أعضاء هذه الكيانات. في اليابان ترتبط هذه الجماعات بالقطاعات العشائرية المنتصرة في حروب نهاية عصر الإيدو و تستعمل العبارة 藩閥 "و تقرأ هان باتسو و معناها الحرفي زمرة العشائر الإقطاعية و من معانيها كذلك محاباة العشائر ".

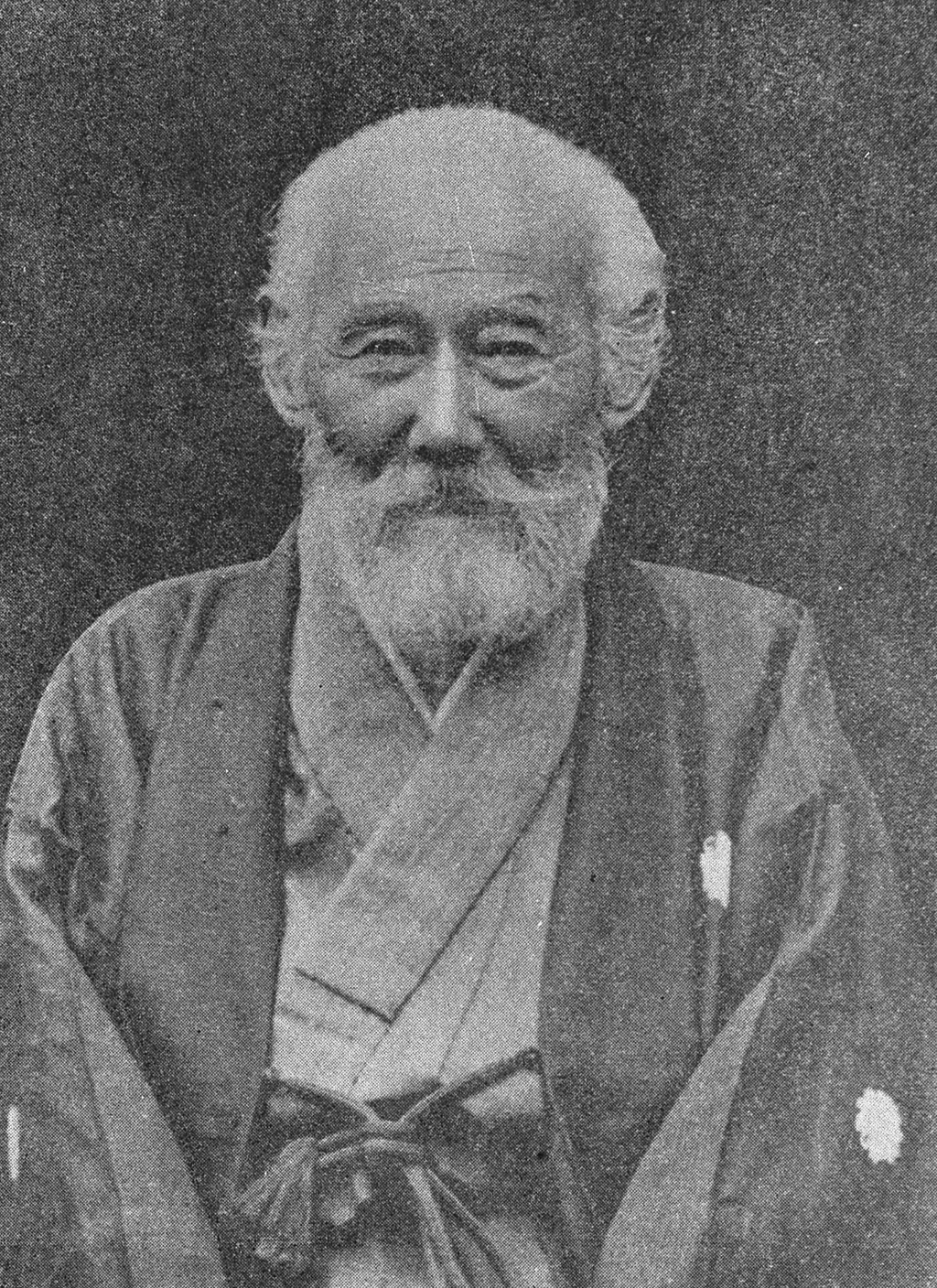
تانيموري يوشيمي (1818 - 1911), معلم بارز في حركة العودة للأصول الوطنية لليابانية 国学 كوكٌ جاكو.

كانت العودة إلى أصول التفكير و المعارف اليابانية باليابانية 国学 "و تقرأ كوكٌ جاكو و تعني حرفيا المدارسة الوطنية" و الإبتعاد عن التأثر بالأجانب و بالذات عن الأثر الصيني من القضايا الفكرية الرئيسية التي جمعت كل أعضاء هذه الكيانات اليابانية. و كانوا يدعون إلى أن رسالتهم هي بناء يابان عظيمة و جديدة على سنة مؤسسي اليابان الأوائل. كل النبلاء الكبار الثلاثة و الذين يعتبرون على نطاق واسع في اليابان انهم أركان شامخة في إصلاح اليابان و في إقامة نظام حديث كانوا من أبناء و قادة القطاعات المنتصرة. و من الأذرع البائنة للنخبوية اليابانية كان السفير الأول من اليابان إلى الولايات المتحدة الأمريكية المستشار إيواكورا تومومي قائد البعثة اليابانية الشهيرة في تاريخ اليابان و التي سميت بإسمه و قائد المهمة المحورية في علاقات اليابان الخارجية بالذات مع الدول الأوروبية و الولايات المتحدة.
و أيضا مؤسس جامعة واسيدا و رئيس وزراء اليابان عام 1989 أووكوما شيجينوبو.
و لتحقيق أهدافها عملت النخبوية في عصر الميجي بشكل حثيث على إبطال التصنيف الصيني القديم للناس تحت طبقات المجتمع الأربعة من خلال تعديلات مجتمعية عديدة.
كانت عائدات شوغنية توكوغاوا  تعتمد على الضرائب المفروضة على الإقطاعيين من مثل املاك أسرة توكوغاوا و باقي أراضي الدايميو الأخرين ، و على القروض من المزارعين و العمال الأغنياء  والتجار في المدن ، والرسوم الجمركية التي تتحصل عليها من التجارة الخارجية المحدودة ، و الديون الأجنبية التي تقبل على مضض.  لأجل الحصول بسلامة و و استدامة على الإيرادات ولأجل تطوير بنية تحتية سليمة ، مولت الحكومة الجديدة  التحسينات في مباني الموانئ ، والمنارات ، و إستثمرت لأجل إستيراد الآلات ، و أنشئت الفصول الدراسية ، و ابتعثت من الطلاب للدراسة في الخارج ، و صرفت على رواتب المعلمين والمستشارين الأجانب ، و ركزت على تحديث الجيش البحرية على الطراز الألماني و البريطاني و الهولندي و الأمريكي و الأسترالي ، و حفرت السكك الحديدية و شبكات التلغراف ، و اهتمت بالتواصل مع و الوصول إلى الدبلوماسيين الأجانب و وسعت مدار البعثات الدبلوماسية اليابانية ، مثل مهمة إيواكورا.
لم تكن إجراءات الحكومة الجديدة او النخبوية الجديدة مريحة لكل اليابانيين فقد إدت للكثير من الضجر و الإضطرابات و أعمال الشغب. فقد زادت حالات اعمال الرفض مثل الشغب و التخريب و عدم التعاون مع المزراعين و بعض المهنيين الاخرين في اليابان مثل صائدي الأسماك. و كان سبب ذلك ان إجراءات الحكومة الجديدة و الكثيرة كانت تتطلب الكثير من المال و الذي جاء في صورة زيادة في الضرائب و المصروفات على كاهل العائلات اليابانية من مثل الحوادث التي قامت عام في الفترة بين 1875 إلى 1877 حيث بدأت الحكومة الجديدة تجبر المزارعين على دفع قيم محددة مسبقا من إدارة الضرائب الجديدة لكي يكون مجموع الضرائب موازيا لتوقعات الإدارة و طموحها. و كذلك بسبب التدريب العسكري الإجباري الذي لم يكن للمزارعين و لا لغيرهم من عامة الناس شأن فيه و إنما كان حصرا على الساموراي و من تبعهم. و كذلك الرسوم الدراسية التي كانت شرطا للتعليم الإلزامي الجديد. و في ذات الفترة جعلت الإجراءات الجديدة الساموراي بدون أي ميزة و سحبت منهم اي تميز في السلك العسكري و الحربي و ذلك لبناء جيش على الطراز الغربي. و كانت هذه الإجراءات لها تأثير سلبي كبير في الساموري الذي كانوا جزءا محوريا و مهما في نجاح ثورة ميجي على شوغنية توكوغاوا. كانت قادات الساموري في اليابان راغبين في غزو كوريا ذلك كرد فعل لرفض الملك الكوري الإعتراف بالإمبراطورية اليابانية الجديدة تحت قيادة الميجي و لأجل توظيف و دمج العديد من الساموري في كل اليابان الذين لم يعد لهم أي عمل حربي و لا أي ميزة. و لكن في النهاية رفض الجزء الغالب من النخبوية غزو كوريا عام 1973. و إستمرت في إجراءات ضد ميزات و صلاحيات الساموري حتى حدثت ثورة ساغا في كيوشو في مدينة ساغا في جنوب اليابان. و كانت ساغا من الداعمين لحكومة ميجي و لكن جيش حكومة ميجي تحت قيادة أوكوبو توشيميتشي من عشيرة ساتسوما و الأمير كوماتسو أكيهيتو من الاسرة الإمبراطورية و أكيوشي يامادا من عشيرة تشوه شو حطمت ثورة ساغا بجيش يترواح قوامه بين الخمسة الاف مقابل ثوار ساغا الذي كان عددهم يترواح بين الألفين و الستة الاف و قتلت كل قادة الثورة إما في المعركة أو بالإعدام. و زادت الحكومة في إجراءاتها حتى لم يبقي من الساموري أي ركن إلا سايغو تاكاموري. كان سايغو تاكاموري قد عاد إلى موطنه و عشيرته و إستقال من جميع منصابه و اوضاعه في حكومة ميجي بعد رفض الجزء الغالب فيها غزو شبه الجزيرة الكورية. و أفتتح فيها مدارس و أكاديمية و أصبح الساموري الذين نزعت منهم صلاحياتهم و الذين كانوا ناقمين على حكومة ميجي و التي رأوا انها كذبت عليهم في السبب الذي نشرته للثورة على حكومة توكوغاوا بسبب رضوخ الشوغن و تعاونه مع الأجانب و إبتعادهم عن الأصول اليابانية. و ذلك بعد أن طردتهم حكومة ميجي لكي تبني جيش على الطراز الأجبني عوضا عن إستعمال المقاتلين اليابانيين الأصوليين. كان تاكاموري يعلم في أكاديميته الفنون القتالية اليابانية و التقاليد الصينية و كان يصرف على تلاميذه في كل ما يحتاجونه. لم تكن حكومة ميجي معارضة لهذه الأكاديمية إلا بعد عام 1876 بعد أن جاءتها تقارير من الشرطة الإمبراطورية أن هناك حركات من الطلاب معارضة للحكومة المركزية في عاصمة الإمبراطور ميجي. بدأ الأمر كمناوشات بين الشرطة و الطلاب و إشتد الأمر عليهم حتى قامت تمردات ساتسوما و لم يكن الأمر بسيطا على حكومة ميجي كما كان في تمرد ساغا و إضطرت حكومة ميجي أن تدفع بالكثير من الرجال و الأموال. و كانت تمردات ساتسوما صعبة أكثر على النخبوية في عصر ميجي لا سوى أن صاحبها هو أحد القادة الثلاث لثورة ميجي على التوكوجاوا و في فترة تمرد ساستوما كانت النبلاء الكبار الثلاثة كلهم قد قضوا نحبهم فكان أولهم هو كيدو تاكايوشي فقد كان مرض مرضا شديدا ثم مات و ثانيهم هو سايجو تاكاموري حيث أثخنت جراحهم و إختار أن يجري على نفسه تحت تقاليد الساموري بالسيبوكو و الثالث كان أوكوبو توشيميتشي حيث كان إغتيل من السامواري بعد ما فعله بهم حتى في أهل عشيرته من الساتسوما.

## قائمة كبار السياسيين في فترة ميجي
فيما يلي الشخصيات البارزة في استعراش ميجي ، وفي حكومة ميجي باليابان :

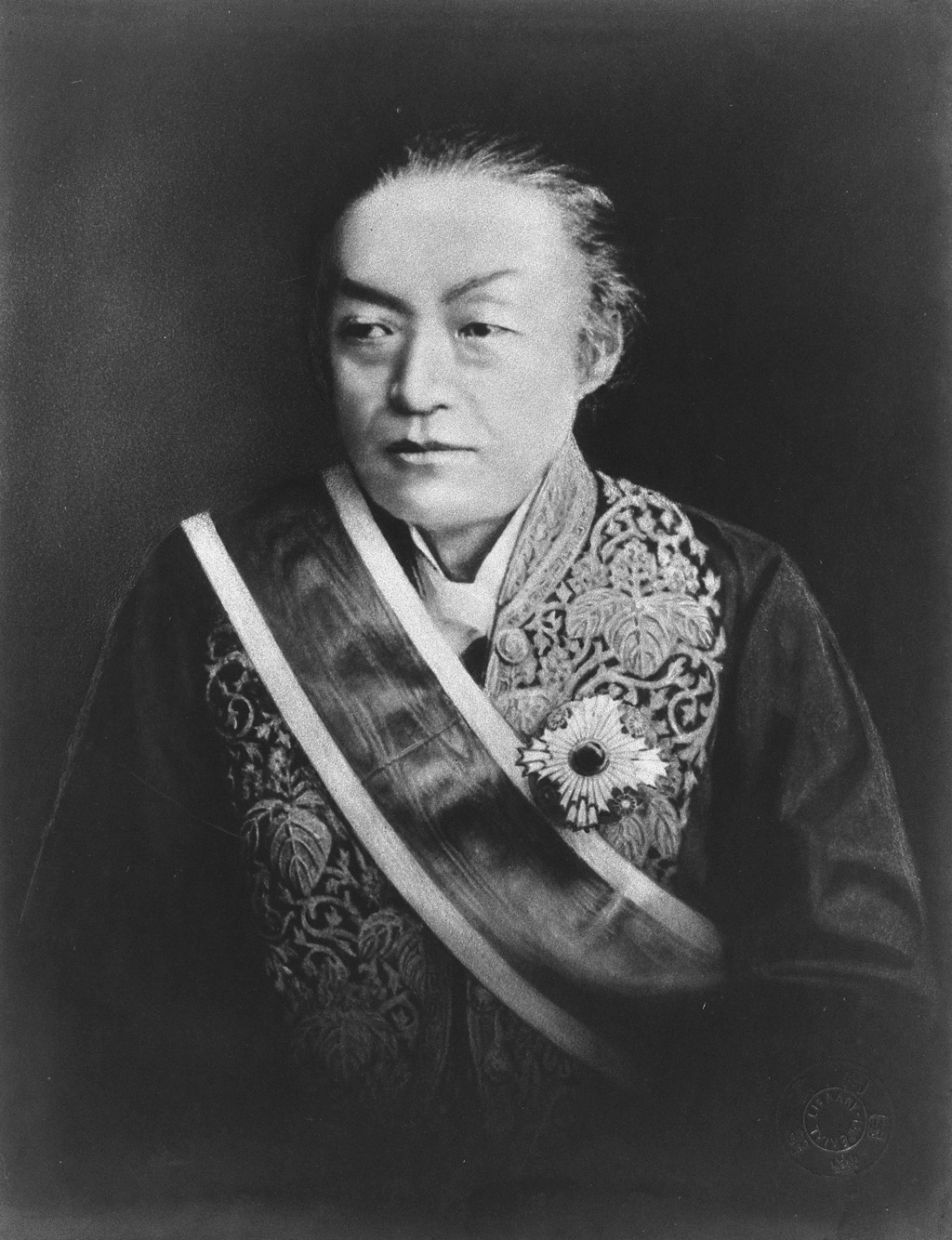
إيواكورا تومومي

من الكوجي :
- إيواكورا تومومي (1825-1883)
- سايونجي كينموشي (1849-1940)
- سانجو سانيتومي (1837-1891)

من مجال ساتسوما :
- غوداي تومواتسو (1836-1885)
- كورودا كيوتاكا (1840-1900)
- ماتسوكاتا ماسايوشي (1835-1924)
- موري أرينوري (1847-1889)
- أوكوبو توشيميتشي (1830-1878)
- أوياما إيواو (1842-1916)
- سايغو تاكاموري (1827-1877)
- سايغو تسوجوميتشي (1843-1902)
- تيراشيما مونينوري (1836-1893)

- إينو كاورو (1835-1915)
- إيتو هيروبومي (1841-1909)
- كيدو تاكايوشي (1833-1877)
- أومورا ماسوجيرو (1824-1869)
- تاكاسوجي شينساكو (1837-1867)
- ياماغاتا أريتومو (1838-1922)
- كاتسورا تارو (1848-1913)

من دومين توسا :
- غوتو شوجيرو (1838-1897)
- إيتاجاكي تايسوكي (1837-1919)
- ساكاموتو ريوما (1836-1867)

من Hizen Domain :
- إيتو شيمبي (1834-1874)
- أوكي تاكاتو (1832-1899)
- أوكوما شيغينوبو (1838-1922)
- سويجيما تانيومي  [لغات أخرى]‏ (1828-1905)

آحرون:
- هاياشي تاداسو (1850-1913)
- إينو كواشي (1844-1905)
- كاتسو كايشو (1823-1899)
- يوكوي شونان (1809-1869)
- يوري كيميماسا (1829-1912)
- واتانابي كونيتاكي (1846-1919)
- سوماتسو كينشو (1855-1920)

## أنظر أيضا
- جينروه
- حكومة ميجي اليابان
- إستعراش ميجي